# Liste der denkmalgeschützten Objekte in Kleinzell
Die Liste der denkmalgeschützten Objekte in Kleinzell enthält die denkmalgeschützten, unbeweglichen Objekte der Gemeinde Kleinzell im niederösterreichischen Bezirk Lilienfeld.

## Denkmäler
| Foto |                 | Denkmal                                                                            | Standort                                       | Beschreibung | Metadaten |
| ---- | --------------- | ---------------------------------------------------------------------------------- | ---------------------------------------------- | --- | --- |
| ja   | Datei hochladen | Wohnhaus HERIS-ID: 27803 Objekt-ID: 24347                                          | Außerhalbach 3 Standort KG: Kleinzell          | Gut Frauental, repräsentativer Landsitz mit Nebengebäuden, urkundlich 1570 Freintal, 1730 zum Eisenhammerwerk ausgebaut, 1786 als Herrenhaus wiedererrichtet, 1837 aufgestockt und um parallel stehendes Schweizerhaus erweitert, ab 1877 Werkanlagen abgebrochen, zweigeschoßiger Hauptbau mit späthistoristischer Fassade mit neobarockem Dekor | BDA-Hist.: Q37913709 Status: § 2a Stand der BDA-Liste: 2025-06-30 Name: Wohnhaus GstNr.: .39/2 Gut Frauental in Kleinzell                                        |
| ja   | Datei hochladen | Kath. Pfarrkirche Mariae Himmelfahrt und Friedhof HERIS-ID: 27797 Objekt-ID: 24340 | Schneidergraben 2A, bei Standort KG: Kleinzell | Dreischiffiger gotisch-spätgotischer Bau, im Inneren zum Teil barockisiert, Chor mit 5/8-Schluss, Göttweiger Gründung vermutlich 12. Jahrhundert (1120 ?), 1329/30 urkundlich Pfarre, Beschädigungen durch die Türken 1678 und 1683, Stift Göttweig inkorporiert                                                                                  | BDA-Hist.: Q37913692 Status: § 2a Stand der BDA-Liste: 2025-06-30 Name: Kath. Pfarrkirche Mariae Himmelfahrt und Friedhof GstNr.: .91, 909 Pfarrkirche Kleinzell |